# Francesco Beccaruzzi
Francesco Beccaruzzi, italijanski slikar, * 1492, † 1562.